# Marcel Leroux
Marcel Leroux (27 de agosto de 1938 – 12 de agosto de 2008) fue un climatólogo francés, profesor de Climatología en la Universidad Jean Moulin, de Lyon, Francia, y director del «Laboratorio de Climatología, Riesgos, y Ambiente».
Leroux argumentó en su libro "Global Warming: Myth or Reality? The Erring Ways of Climatology (Calentamiento Global: ¿mito o realidad? Los extravíos de la Climatología") donde el caso del calentamiento global se basa en modelos que, con sus insuficiencias en la comprensión y explicación de los fenómenos meteorológicos, no son confiables para apoyar esa predicción. También planteó la cuestión de si el calentamiento podría ser considerado como un beneficio en algunas regiones.
Sobre las causas del cambio climático antropogénico, escribió en una sección titulada "Conclusion: el efecto invernadero no es la causa del cambio climático": "Las causas posibles, por tanto, del cambio climático son: parámetros bien establecidos orbitales en la escala paleoclimática, con consecuencias climáticas frenado por el efecto inercial de las acumulaciones glaciales, la actividad solar, considerado por algunos como responsable de la mitad de los 0,6 °C de aumento de la Tº, y por otros responsable total, situación que sin duda llama para su posterior análisis; el vulcanismo y sus asociados aerosoles (sobre todo los sulfatos), cuyos efectos a corto plazo son indudables, y luego en segundo plano, el efecto invernadero y, en particular el causado por el vapor de agua, siendo la extensión de su influencia aún desconocida. Esos factores trabajan juntos todo el tiempo, y parece difícil de desentrañar la importancia relativa de sus respectivas influencias sobre la evolución climática. Del mismo modo, es tendencioso resaltar el factor antrópico, que es, claramente, el menos creíble entre todos los mencionados anteriormente."

## Contribuciones científicas
Leroux demostró mediante el análisis de mapas sinópticos, imágenes satelitales, datos meteorológicos y paleoambientales del África tropical que la migración estacional y paleoclimática del Ecuador Meteorológico representa una aproximación fiable de la evolución del clima de la Tierra.
This migration and the extent of the Meteorological Equator are the consequence of continuous meridional exchanges in the denser, lower layers of the atmosphere, which circulation is governed by the incessant ballet of the Anticiclón polar móvil, 1,5 km high, 3.000 km diameter discoid, lenticular cold air-masses anticyclones originating from the poles, whose strength and frequency depends directly on the thermal polar deficit. Cooling spurns an accelerated circulation while warming will slow the general circulation and exchanges.
The aerological spaces of circulation, zones of continuous circulation from the pole to the equator are bound by relief over 2.000 m and the present position of continents. In light of direct observations, Leroux’s reconstruction exposes the inconsistencies of previous general circulation models, of oscillation indexes and of frontological, dynamical, reductionist and diagnostic schools of Meteorology. This made him a controversial figure.
De ese modo, Leroux refutó la separación artificial entre meteorología y climatología y a través del concepto de MPH, redefinió a ambas disciplinas en una forma similar de tectónica de placas revolucionando las Ciencias de la Tierra en los 1960s. Reconstruyó la geometría de la circulación troposférica general y demostró que muy poco se le debe a la amenaza o al caos: no hay un "clima ingobernable", pero los cambios de intensidad de la suma de los procesos meteorológicos constituyen el clima.
Su investigación confirmó que el cambio climático observado desde la década de 1970 en Eurasia, corresponde a la configuración de un modo acelerado de la circulación, siempre asociado con enfriamiento durante los fines de la evolución paleoclimática del Cuaternario, y sus consecuencias meteorológicas: tiempo en contraste, fuertes tormentas de latitud media, aumento de vapor de agua en la tropÓsfera, y estabilidad anticiclónica no permanente sobre los continentes que llevan al frío vigoroso en invierno y olas de calor en verano.
En consecuencia, sus resultados refutan la validez de una curva de Tº media mundial como un indicador climático importante y contradicen la suposición de que los cambios climáticos observados en la segunda mitad del siglo XX fueron consecuencia de un cambio climático de calentamiento global antropogénico, que se habría presentado por la liberación de gases de efecto invernadero debido a actividades industriales y humanas.
Furthermore, his work provides the meteorological mechanism for past glaciations and de-glaciations, improves meteorological prediction models and climate simulation accuracy in constraining them through the real geometry of atmospheric circulation, its discontinuities, energy exchanges and their associated clouds.
En su enfoque, Leroux fue un verdadero discípulo de Descartes y sus libros son muy didácticos. La segunda edición en inglés de “Dynamic Analysis of Weather and Climate, Atmospheric Circulation, Perturbations, Climatic Evolution” fue completada en 2008, dos meses antes de su deceso, y publicado en enero de 2010.

## Honores
- 31 de octubre de 2002: Caballero de la Orden de Palmas académicas le